# 日本エッセイスト・クラブ賞
日本エッセイスト・クラブ賞（にほんエッセイスト・クラブしょう）は、日本エッセイスト・クラブが主催するエッセイについての賞である。新人エッセイストを待望、これを激励する意をもって1952年に制定。文芸作品等創作を除く一切の評論、随筆等の中より各関係方面の推薦を受け、日本エッセイスト・クラブに設けられた選考委員により選考する。会員は受賞できない。

## 受賞作一覧

### 第1-10回
- 第1回（1954年）
  - 市川謙一郎「一日一言」
  - 吉田洋一「数学の影絵」
  - 内田亨「きつつきの路」
- 第2回（1954年）
  - 島村喜久治「院長日記」
  - 秋山ちえ子「私のみたこと聞いたこと」
  - 須田栄「千夜一夜」
- 第3回（1955年）
  - 木下広居「イギリスの議会」
  - 片山広子「燈火節」
- 第4回（1956年）
  - 小林勇「遠いあし音」
  - 清水一「すまいの四季」
  - 藤田信勝「不思議な国イギリス」
- 第5回（1957年）
  - 小熊捍「桃栗三年」
  - 中西悟堂「野鳥と生きて」
  - 森茉莉「父の帽子」
- 第6回（1958年）
  - 大牟羅良「ものいわぬ農民」
  - 佐々木祝雄「三十八度線」
  - 松村緑「薄田泣菫」
- 第7回（1959年）
  - 竹田米吉「職人」
  - 曽宮一念「海辺の熔岩」
  - 村川堅太郎「地中海からの手紙」のち中公文庫
- 第8回（1960年）
  - 高橋喜平「雪国動物記」
  - 中尾佐助「秘境ブータン」
  - 萩原葉子「父萩原朔太郎」
- 第9回（1961年）
  - 塚田泰三郎「和時計」
  - 宮本常一「日本の離島」
  - 庄野英二「ロッテルダムの灯」
- 第10回（1962年）
  - 小門勝二「散人－一名荷風歓楽」
  - 小島亮一「ヨーロッパ手帳」
  - 大平千枝子「父阿部次郎」

### 第20回まで
- 第11回（1963年）
  - 新保千代子「室生犀星」
  - 林良一「シルクロード」
  - 石井好子「巴里の空の下オムレツのにおいは流れる」
- 第12回（1964年）
  - 片岡弥吉「浦上四番崩れ」
  - 錦三郎「蜘蛛百態」
  - 関山和夫「説教と話芸」
- 第13回（1965年）
  - 佐々木たづ「ロバータさあ歩きましょう」
  - 阪田貞之「列車ダイヤの話」
  - 秋吉茂「美女とネズミと神々の島」
- 第14回（1966年）
  - 白崎秀雄「真贋」
  - 西山卯三「住み方の記」
  - 阿部孝「ばら色のばら」
- 第15回（1967年）
  - 宮本又次「関西と関東」
  - 安住敦「春夏秋冬帖」
  - 佐藤達夫「植物誌」
- 第16回（1968年）
  - 団藤重光「刑法紀行」
  - 泉靖一「フィールド・ノート」
  - 畑正憲「われら動物みな兄弟」
- 第17回（1969年）
  - 佐貫亦男「引力とのたたかい―とぶー」
  - 戸井田道三「きものの思想」
  - 坂東三津五郎 (8代目)「戯場戯語」
- 第18回（1970年）
  - 仲田定之助「明治商売往来」
  - 島田謹二「アメリカにおける秋山真之」
  - 芥川比呂志「決められた以外のせりふ」
  - 菊池誠「情報人間の時代」
- 第19回（1971年）
  - 池宮城秀意「沖縄に生きて」
  - 大谷晃一「続関西名作の風土」
- 第20回（1972年）
  - 堀淳一「地図のたのしみ」
  - 角川源義「雉子の聲」

### 第30回まで
- 第21回（1973年）
  - 鳥羽欽一郎「二つの顔の日本人」
  - 斎藤真一「瞽女－盲目の旅芸人」
  - 樋口敬二「地球からの発想」
- 第22回（1974年）
  - 上田篤「日本人とすまい」
  - 川田順造「曠野から」
  - 早川良一郎「けむりのゆくえ」
- 第23回（1975年）
  - 加古里子「遊びの四季」
  - 木村尚三郎「ヨーロッパとの対話」
  - 児玉隆也「一銭五厘たちの横丁」
  - 松本重治「上海時代」
- 第24回（1976年）
  - 中野孝次「ブリューゲルへの旅」
  - 渡部昇一「腐敗の時代」
  - 高峰秀子「わたしの渡世日記」
- 第25回（1977年）
  - 沢村貞子「私の浅草」
  - 杉本秀太郎「洛中生息」
  - 亀井俊介「サーカスが来た！」
- 第26回（1978年）
  - 野見山暁治「四百字のデッサン」
  - 藤原正彦「若き数学者のアメリカ」
  - 長坂覚「隣の国で考えたこと」
- 第27回（1979年）
  - 篠田桃紅「墨いろ」
  - 斎藤広志「外国人になった日本人」
  - 百目鬼恭三郎「奇談の時代」
- 第28回（1980年）
  - 三国一朗「肩書きのない名刺」
  - 太田愛人「羊飼の食卓」
  - 小松恒夫「百姓入門記」
- 第29回（1981年）
  - 関容子「日本の鶯－堀口大學聞き書き」
  - 古波蔵保好「沖縄物語」
  - 両角良彦「1812年の雪」
- 第30回（1982年）
  - 足立巻一「虹滅記」
  - 伊藤光彦「ドイツとの対話」
  - 岡田恵美子「イラン人の心」

### 第40回まで
- 第31回（1983年）
  - 舟越保武「巨岩と花びら」
  - 藤原作弥「聖母病院の友人たち」
  - 志賀かう子「祖母、わたしの明治」
- 第32回（1984年）
  - 吉行和子「どこまで演れば気がすむの」
  - 尾崎左永子「源氏の恋文」
  - 佐橋慶女「おじいさんの台所」
- 第33回（1985年）
  - 関千枝子「広島第二県女二年西組」
  - 北小路健「古文書の面白さ」
  - 清水俊二「映画字幕五十年」
- 第34回（1986年）
  - 田村京子「北洋船団女ドクター航海記」
  - 豊田正子「花の別れ－田村秋子とわたし」
  - 中村伸郎「おれのことなら放っといて」
- 第35回（1987年）
  - 金森久雄「男の選択」
  - 堀尾真紀子「画家たちの原風景」
  - 渡辺美佐子「ひとり旅一人芝居」
- 第36回（1988年）
  - 北見治一「回想の文学座」
  - 田中トモミ「天からの贈り物」
  - 山形孝夫「砂漠の修道院」
- 第37回（1989年）
  - 河村幹夫「シャーロック・ホームズの履歴書」
  - 酒井寛「花森安治の仕事」
  - 平原毅「英国大使の博物誌」
- 第38回（1990年）
  - 澤口たまみ「虫のつぶやき聞こえたよ」のち白水Uブックス
  - 二宮正之「私の中のシャルトル」
  - 山川静夫「名手名言」のち文春文庫
- 第39回（1991年）
  - 岩城宏之「フィルハーモニーの風景」
  - 林望「イギリスはおいしい」のち文春文庫
  - 山崎章郎「病院で死ぬということ」
- 第40回（1992年）
  - 加藤雅彦「ドナウ河紀行」
  - 山崎柄根「鹿野忠雄－台湾に魅せられたナチュラリスト」
  - 山本博文「江戸お留守居役の日記」

### 第50回まで
- 第41回（1993年）
  - 志村ふくみ「語りかける花」
  - 鈴木博「熱帯の風と人と」
  - 中野利子「父中野好夫のこと」
- 第42回（1994年）
  - 伊吹和子「われよりほかに－谷崎潤一郎最後の十二年」
  - 岸惠子「ベラルーシの林檎」
  - 中山士朗「原爆亭折ふし」
- 第43回（1995年）
  - 加藤恭子「日本を愛した科学者」
  - 徐京植「子どもの涙」
  - 星野慎一「俳句の国際性」
- 第44回（1996年）
  - 石坂昌三「小津安二郎と茅ヶ崎館」
  - 辻由美「世界の翻訳家たち」
  - 柳澤桂子「二重らせんの私」
- 第45回（1997年）
  - 中丸美繪「嬉遊曲、鳴りやまず－斎藤秀雄の生涯」
  - 松本仁一「アフリカで寝る」
  - 山田稔「ああ、そうかね」
  - 加藤シヅエ「百歳人、加藤シヅエ 生きる」
- 第46回（1998年）
  - 岸田今日子「妄想の森」
  - 小林和男「エルミタージュの緞帳」
  - 細川俊夫「魂のランドスケープ」
- 第47回（1999年）
  - 小塩節「木々を渡る風」
  - 金森敦子「江戸の女俳諧師「奥の細道」を行く」
  - 浜辺祐一「救命センターからの手紙」
- 第48回（2000年）
  - 多田富雄「独酌余滴」
  - 鶴ヶ谷真一「書を読んで羊を失う」
  - 八百板洋子「ソフィアの白いばら」
- 第49回（2001年）
  - 青柳いづみこ「青柳瑞穂の生涯」のち平凡社ライブラリー
  - 三宮麻由子「そっと耳を澄ませば」
  - 簾内敬司「菅江真澄みちのく漂流」
- 第50回（2002年）
  - デビット・ゾペティ「旅日記」
  - 日高敏隆「春の数えかた」
  - 四方田犬彦「ソウルの風景」岩波新書

### 第60回まで
- 第51回（2003年）
  - 上野創「がんと向き合って」
  - 黒川鍾信「神楽坂ホン書き旅館」
  - 古庄ゆき子「ここに生きる‐村の家・村の暮らし」
- 第52回（2004年）
  - 畠山重篤「日本＜汽水＞紀行」
  - 松尾文夫「銃を持つ民主主義」
  - 柳澤嘉一郎「ヒトという生きもの」
- 第53回（2005年）
  - 久我なつみ「日本を愛したティファニー」
  - 滝沢荘一「名優・滝沢修と激動昭和」
  - 竹山恭二「報道電報検閲秘史」
- 第54回（2006年）
  - 小林弘忠「逃亡「油山事件」戦犯告白録」
  - 内藤初穂「星の王子の影とかたちと」
  - 中島さおり「パリの女は産んでいる」
- 第55回（2007年）
  - 植村鞆音『歴史の教師 植村清二』
  - 畑中良輔『オペラ歌手誕生物語』
  - 山口仲美『日本語の歴史』
- 第56回（2008年）
  - 堤未果『ルポ 貧困大国アメリカ』
  - 山本一生『恋と伯爵と大正デモクラシー』
- 第57回（2009年）
  - 平川祐弘『アーサー・ウェイリー』
  - 池谷薫『人間を撮る』
- 第58回（2010年）
  - 秋尾沙戸子『ワシントンハイツ』
- 第59回（2011年）
  - 田中伸尚『大逆事件－死と生の群像』
  - 内田洋子『ジーノの家　イタリア10景』
- 第60回（2012年）
  - 井口隆史（別名：井口民樹）『安部磯雄の生涯』
  - 小池光『うたの動物記』

### 第70回まで
- 第61回（2013年）
  - 尾崎俊介『S先生のこと』
- 第62回（2014年）
  - 後藤秀機『天才と異才の日本科学史　開国からノーベル賞まで、150年の軌跡』
  - 佐々木健一『辞書になった男　ケンボー先生と山田先生』
- 第63回（2015年）
  - 磯田道史『天災から日本史を読みなおす』
- 第64回（2016年）
  - 阿部菜穂子『チェリー・イングラム　日本の桜を救ったイギリス人』
  - 温又柔『台湾生まれ　日本語育ち』
  - 原彬久『戦後政治の証言者たち－オーラル・ヒストリーを往く』
- 第65回（2017年）
  - 鳥海修『文字を作る仕事』
  - 原田國男『裁判の非情と人情』
- 第66回（2018年）
  - 内藤啓子『枕詞はサッちゃん 照れやな詩人、父・阪田寛夫の人生』
  - 新井紀子『AI vs.教科書が読めない子どもたち』
- 第67回（2019年）
  - ドリアン助川『線量計と奥の細道』
  - 小堀鴎一郎『死を生きた人びと　訪問診療医と355人の患者』
- 第68回（2020年）
  - 岩瀬達哉『裁判官も人である』
  - 上野誠『万葉学者、墓をしまい母を送る』
- 第69回（2021年）
  - さだまさし『さだの辞書』
  - 柳田由紀子『宿無し弘文 スティーブ・ジョブズの禅僧』
- 第70回（2022年）
  - 松本俊彦『誰がために医師はいる　クスリとヒトの現代論』

### 第80回まで
- 第71回（2023年）
  - 伊澤理江『黒い海　船は突然、深海へ消えた』
  - 吉原真里『親愛なるレニー　レナード・バーンスタインと戦後日本の物語』
- 第72回（2024年）
  - 園部哲『異邦人のロンドン』
- 第73回（2025年）
  - 笠間直穂子『山影の町から』

## 選考委員
2023年度時点
審査委員長
- 秋山秀一

審査委員
- 秋岡伸彦
- 伊藤芳明
- 海老沢小百合
- 柴﨑信三
- 滝鼻卓雄
- 内藤啓子
- 中丸美繪
- 降幡賢一
- 増井元
- 松本仁一

### 過去の選考委員
- 青野季吉　第1-9回
- 阿部真之助　第1-12回
- 大内兵衛　第1回
- 亀井勝一郎　第1-12回
- 森田たま　第1-3回
- 坂西志保　第2-23回
- 福原麟太郎　第2-7回
- 松尾邦之助　第3回
- 池田潔　第3-16回
- 石川欣一　第3-5回
- 河盛好蔵　第3-12回
- 木村毅　第3-9回
- 坂崎坦　第3-19回
- 波多野勤子　第3-12回
- 唐島基智三　第4回
- 渋沢秀雄　第4-15回
- 篠原亀三郎　第4回
- 高木健夫　第4-10回
- 高橋義孝　第4-9回
- 村岡花子 第4-8回
- 御手洗辰雄　第5-13回
- 宮城音弥　第5-12回
- 阿部静枝　第6回
- 板垣直子　第6-17回
- 鈴木惣太郎　第6回
- 千葉雄次郎　第6-36回
- 中谷宇吉郎　第6回
- 林髞　第6回
- 古谷綱武　第6-17回
- 三宅晴輝 第6-8回
- 嶋中鵬二　第7回
- 吉田洋一　第7-20回
- 愛川重義　第8-24回
- 江上フジ　第8-28回
- 秋山ちえ子　第10回
- 大渡順二　第10-17回
- 白石凡　第10回
- 藤田信勝　第10-26回
- 藤原弘達　第10-12回
- 今村武雄　第11-18回
- 古田徳次郎　第11-17回
- 加瀬俊一　第12回
- 高原四郎　第12-33回
- 波多尚　第12-23回
- 荒垣秀雄　第13回
- 新井達夫　第13-26回
- 細川忠雄　第13回
- 塚本哲　第13回
- 扇谷正造　第14-40回
- 末広恭雄　第14-21回
- 中川善之助　第14-15回
- 片桐顕智　第15-17回
- 相島敏夫　第15-16回
- 飯島保　第15-16回
- 古賀忠道　第15-27回
- 高橋邦太郎　第15-16回
- 殿木圭一　第15-40回
- 林健太郎　第15回
- 土方定一　第15回
- 福良俊之 第15回
- 伊藤昇　第16回
- 岩淵悦太郎　第16回
- 宮沢俊義　第16-19回
- 宮本又次　第16回
- 村川堅太郎 第16回
- 内田亨　第17回
- 江尻進　第17-22回
- 安住敦　第18-33回
- 岩永信吉　第18-23回
- 小山栄三　第18回
- 十返千鶴子　第18-54回
- 林寿郎　第18-23回
- 村野賢哉 第18-36回
- 鈴木良徳　第19回
- 中村武志　第19回
- 原田運治　第19回
- 宮本常一　第19回
- 上月木代次　第20回
- 松田智雄　第20回
- 城戸又一　第21回
- 小谷正一　第21回
- 角田房子　第21-36回
- 高橋思敬　第22-43回
- 林修三　第22-26回
- 藤瀬五郎　第22回
- 深谷憲一　第22-50回
- 村尾清一　第22-現在
- 村田為五郎　第22回
- 野田宇太郎　第23回
- 松岡英夫　第23-33回
- 荻昌弘　第24-25回
- 玉川一郎　第24-26回
- 足田輝一　第25回
- 水谷公弥　第25-26回
- 椎野力　第25-30回
- 嘉門安雄　第26回
- 江上照彦　第27回
- 枝松茂之　第27-28回
- 菊池誠　第28-56回
- 島田巽　第28-32回
- 樋口敬二　第28回
- 春日由三　第29-38回
- 土方正巳　第29-41回
- 古谷糸子　第29-39回
- 俵萌子　第30-33回
- 内田健三　第31-55回
- 坂本朝一　第31-46回
- 泉毅一　第31-44回
- 岡並木　第33回
- 宮永真弓　第33回
- 赤松大麓　第34-45回
- 上田健一　第34-55回
- 坂倉孝一　第34-50回
- 高原須美子　第34-35回
- 芳賀綏　第34-42回
- 尾崎左永子　第37-57回
- 何初彦　第37-42回
- 北村文夫　第37回
- 佐野寧　第37-56回
- 辰濃和男　第37-54回
- 倉田保雄　第38-42回
- 関容子　第38-41回
- 浅田孝彦　第38-40回
- 石川真澄　第40-43回
- 阪口昭　第41回-退任
- 増田れい子　第42-54回
- 加藤雅彦　第43-56回
- 金森トシエ　第43-54回
- 太田愛人　第44回-退任
- 白井健策　第44-46回
- 中村政雄　第44回-退任
- 藤原房子　第44回-退任
- 河村幹夫　第46-56回
- 関千枝子　第47回-退任
- 小林和男　第50回-退任
- 谷川俊　第51-56回
- 栗田亘　第55回-退任
- 深尾凱子　第55回-退任
- 諏訪正人　第56回-退任
- 鶴ヶ谷真一　第57回-退任
- 降幡賢一　第57回-現在
- 倉部行雄　第58回-退任
- 高村壽一　第58回-退任
- 出久根達郎　第58回-退任